# Cantó de Montmélian
El cantó de Montmélian és un cantó francès del departament de la Savoia, situat al districte de Chambéry. Té 15 municipis i el cap és Montmélian.

## Municipis
- Apremont
- Arbin
- La Chavanne
- Chignin
- Francin
- Laissaud
- Les Marches
- Les Mollettes
- Montmélian
- Myans
- Planaise
- Sainte-Hélène-du-Lac
- Saint-Pierre-de-Soucy
- Villard-d'Héry
- Villaroux

## Història
| Data d'elecció                           | Identitat        | Partit        | Qualitat |
| ---------------------------------------- | ---------------- | ------------- | -------- |
| 1930-1949                                | Pierre Cot       | PRRRS         |          |
| 1949-1973                                | Albert Serraz    | FGDS          |          |
| 1974-2001                                | Roger Rinchet    | PS            |          |
| 2001-2004                                | Pierre Magnin    | Divers droite |          |
| 2004-                                    | Béatrice Santais | PS            |          |
| les dades anteriors no són pas conegudes |                  |               |          |
|                                          |                  |               |          |

## Demografia
| 1882                                            | 1926 | 1962 | 1968 | 1975 | 1982   | 1990   | 1999   | 2008   |
| ?                                               | ?    | ?    | ?    | ?    | 10.776 | 11.605 | 12.966 | 14.807 |
| ----------------------------------------------- | ---- | ---- | ---- | ---- | ------ | ------ | ------ | ------ |
| A partir de 1990: Població sense dobles comptes |      |      |      |      |        |        |        |        |